# Gabriel Moscardo
Gabriel Silva Moscardo de Salles (ur. 28 września 2005 w Taubaté) – brazylijski piłkarz występujący na pozycji defensywnego lub środkowego pomocnika, od 2024 roku zawodnik francuskiego Paris Saint-Germain.